# Frederik 4. af Pfalz
Frederik 4. (tysk: Friedrich IV.), (født 5. marts 1574 i Amberg, død 19. september 1610 i Heidelberg) var kurfyrste af Pfalz fra den 22. oktober 1583 til sin død. Han tilhørte fyrstehuset Wittelsbach.